# Fortaleza de Santa Isabel
La fortaleza de Santa Isabel (ucraniano: Фортеця Святої Єлисавети) fue una fortaleza de tierra de la ciudad de Kropivnitski en el centro de Ucrania, que existió en el siglo XVIII y se convirtió en el principal símbolo de la ciudad. Su singularidad radica en el hecho de que no existen más de diez fortalezas de este tipo en Europa.

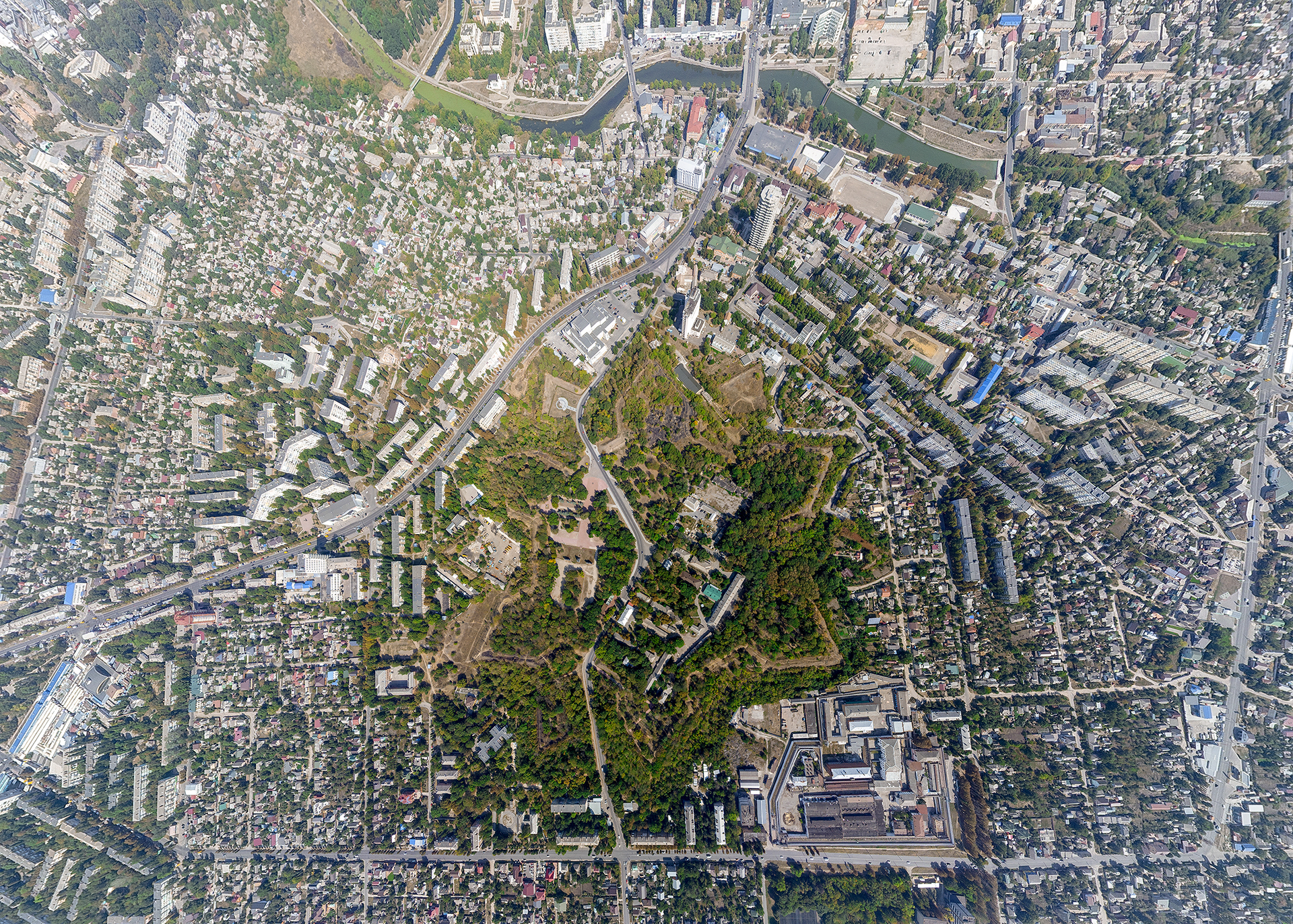
Estado actual

## Historia

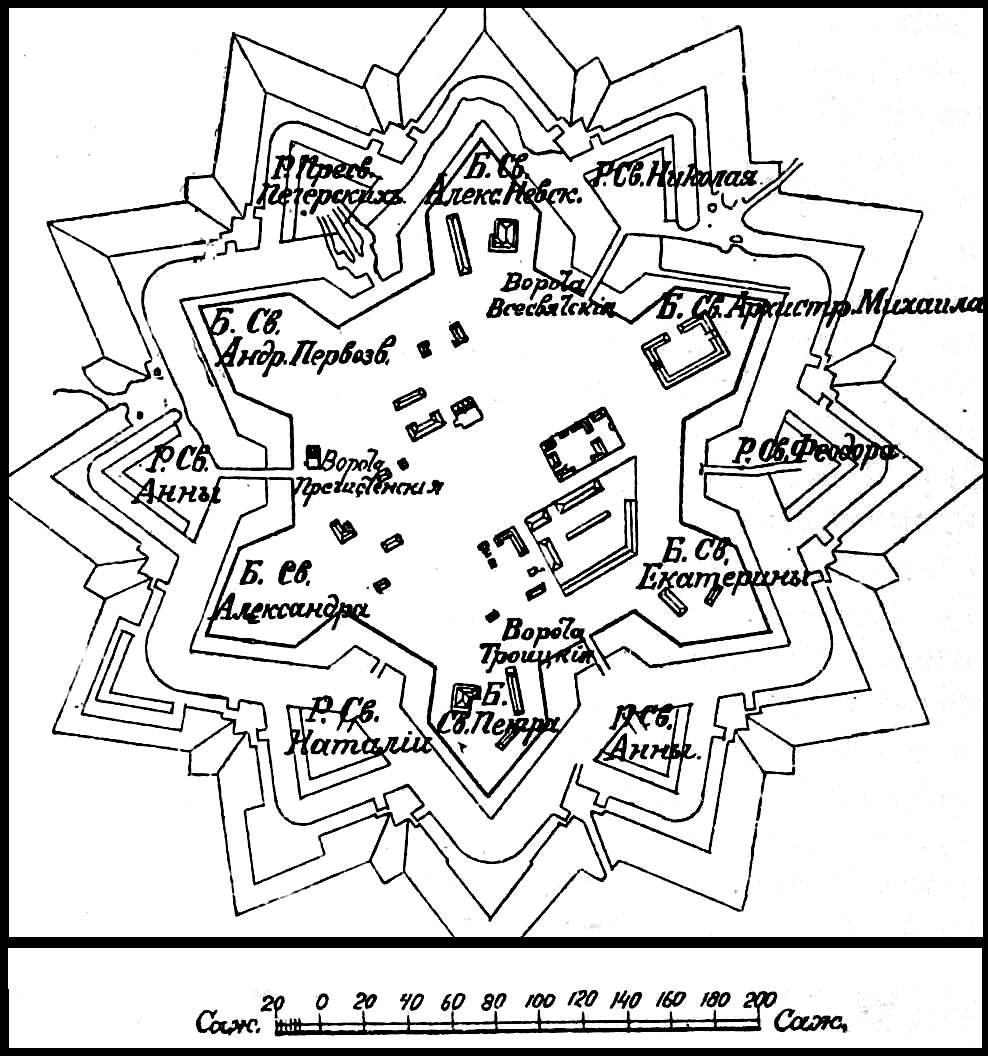
Plan-esquema de la fortaleza

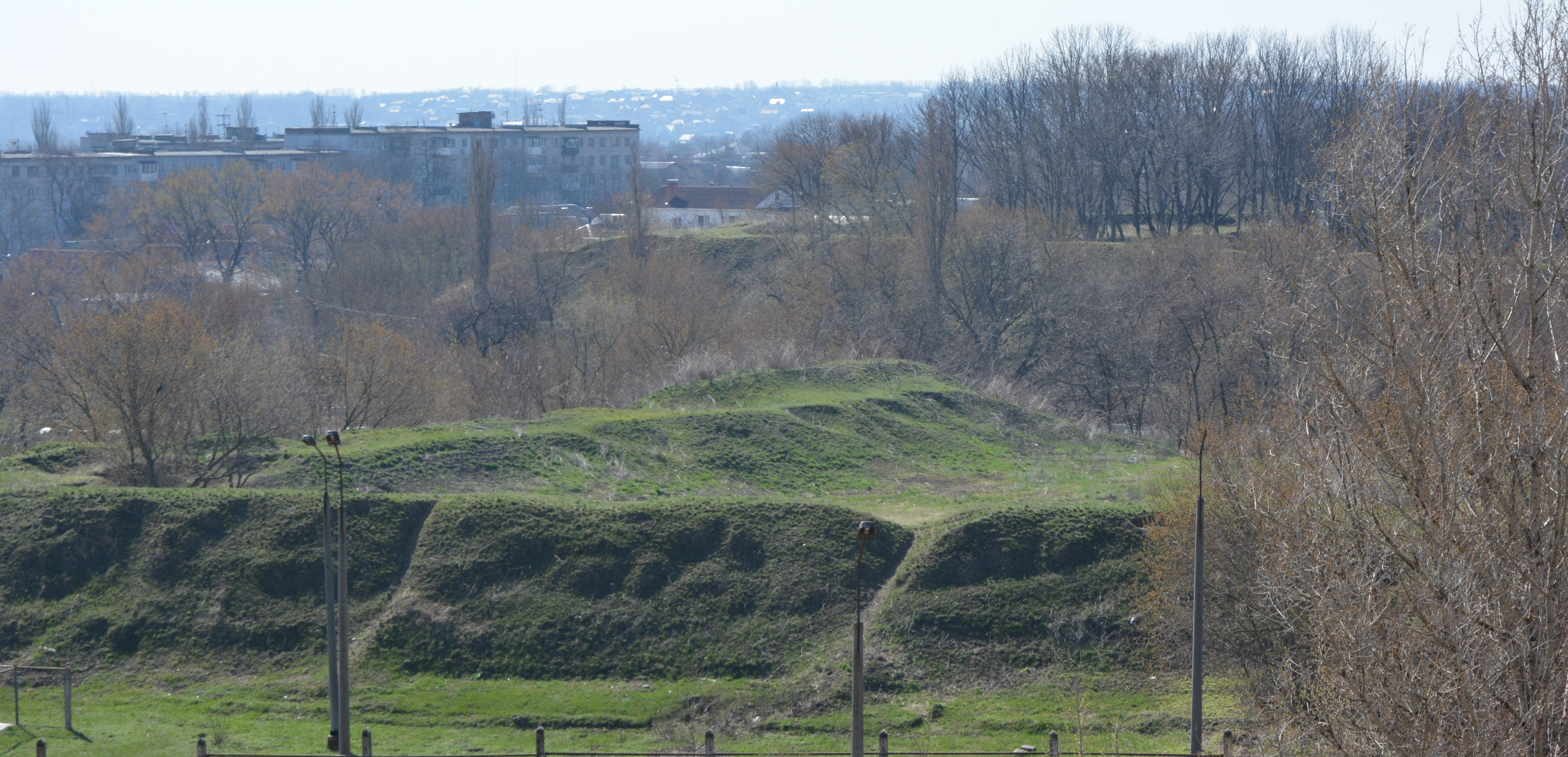
Montículos de tierra

Después de la formación de Nueva Serbia en las tierras de Cosacos de Zaporiyia, la fortaleza fue creada para proteger los territorios de los colonos serbios de las incursiones tártaras. La Fortaleza de Santa Isabel fue construida según el decreto del Senado, que también creó Nueva Serbia. El decreto fue firmado por la emperatriz Isabel Petrovna el 4 de enero de 1752. Sobre la base del decreto, se dieron las gracias al coronel Iván Jorvat, y se dieron instrucciones a Ivan Glebov. El proyecto fue aprobado el 30 de julio de 1752. Para construir la fortaleza llegó un regimiento de cosacos ucranianos (1.390 hombres) de Haidach y Mýrhorod, que completaron las obras principales en cuatro meses: de junio a octubre de 1754. Durante las obras murieron 72 ucranianos, 233 enfermaron y 855 huyeron a Sich.
La fortaleza de Santa Isabel participó en las hostilidades sólo una vez. Esto sucedió durante la guerra ruso-turca (1768-1774), cuya primera campaña comenzó en 1769 con la invasión del Khan Qırım Giray de Crimea en la provincia de Yelisavetgrad. El 4 de enero, el ejército turco-tártaro de 70.000 hombres dirigido por él cruzó la frontera y el 7 de enero se detuvo en la fortaleza de Isabel, en la que el jefe de la provincia, el mayor general Isakov, se refugió con la guarnición y los residentes locales. Los tártaros saquearon las aldeas circundantes y 
esclavizaron a los residentes locales, pero los defensores de la ciudad repelieron con éxito los ataques tártaros y ahuyentaron a los invasores. Ésta fue la última marcha de los tártaros hacia Ucrania.

Fortaleza en el escudo de armas de Kropivnitski

En el verano de 1769, aquí estaba estacionado el regimiento Don Cosacos de Yefim Kuteynikov, en el que Yemelián Pugachov sirvió como corneta, y al mismo tiempo estaba estacionado aquí el general en jefe Pyotr Panin, que posteriormente reprimió el Levantamiento de Pugachov. En 1770 se organizó aquí un encuentro triunfal con salvas de cañón como conquistador de Bendery. 
Desde 1775, la fortaleza de Santa Isabel finalmente perdió su importancia defensiva. Desde esta fortaleza, a finales de mayo de 1775, un ejército ruso de 100.000 hombres, dirigido por el general Petar Tekelija, partió hacia Sich de Zaporiyia, que estaba defendida por una guarnición de 3.000 cosacos ucranianos. El 15 de junio, Sich quedó completamente destruida. Todos sus documentos de archivo, armas y objetos de valor se almacenaron en la fortaleza hasta la evacuación a Kiev en 1918. A menudo y durante bastante tiempo, entre 1773 y 1794, Mijaíl Kutúzov visitaba la fortaleza.
En 1784, la fortaleza fue liquidada y toda la artillería fue llevada a Jersón. De 1786 a 1792, Aleksandr Suvórov visitó la fortaleza. El 27 de septiembre de 1782, Gregorio Potemkin llegó por primera vez a la fortaleza, luego vivió aquí durante algún tiempo y en 1787-1788 fundó aquí una de las primeras instituciones de educación médica en Ucrania, en la que se graduó Efrem Mukhin (hoy la escuela lleva el nombre de su honor), quien se convirtió en un destacado cirujano y fue uno de los maestros de Nikolái Pirogov. El propio Pirogov trabajó en el hospital de la fortaleza durante algún tiempo. Cerca de este hospital se erigió un busto del famoso médico.

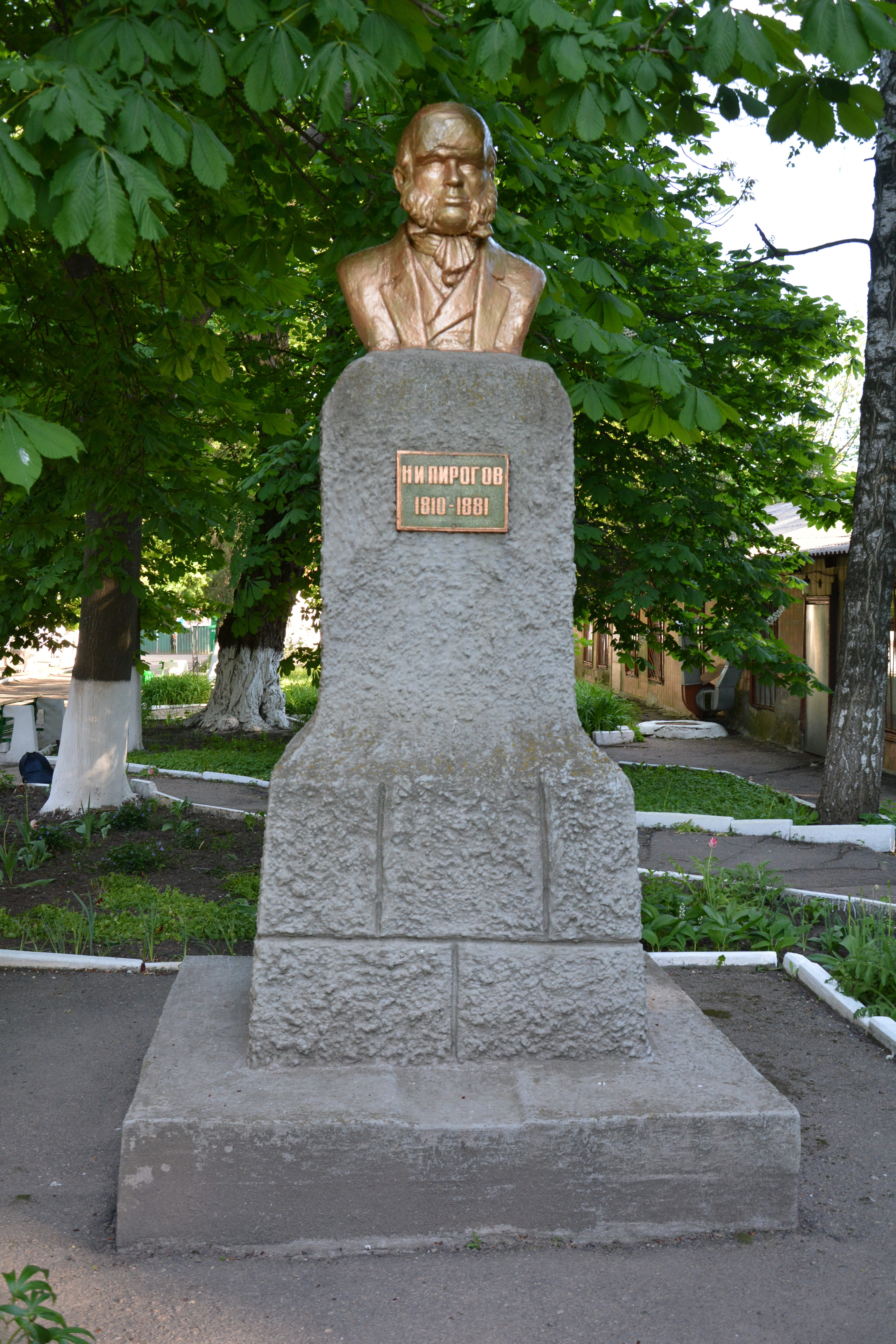
Monumento a Pirogov

Durante la guerra ruso-turca (1787-1792), el general Gudovch permaneció en la fortaleza. En 1788, el mariscal de campo austríaco Charles-Joseph de Ligne visitó este lugar y dejó sus memorias a su llegada a Europa.
La cancelación total del estatus de la fortaleza de Isabel tuvo lugar el 15 de marzo de 1805..Los contornos de la fortaleza se convirtieron en el escudo de armas de la ciudad.
En 1837, George Emmanuel, un participante en la guerra de 1812 de origen serbio, fue enterrado cerca de la fortaleza. El 17 de septiembre de 1842, el emperador ruso Nicolás I visitó este lugar durante unas maniobras militares, en 1874 Alejandro II y en 1888 Alejandro III.
El 24 de enero de 1917, la fortaleza fue visitada por la princesa Elena de Serbia, quien fue elegida presidenta del Comité de Elisavetgrad para la tutela de los refugiados serbios. Más de mil de ellos vivían en la ciudad en ese momento.
Durante la guerra soviético-ucraniana, los bolcheviques crearon aquí una prisión para opositores políticos, principalmente para los atamanes de la República de Jolodnoyarsk y los partidarios de la República Popular Ucraniana. En diciembre de 1917, el ayuntamiento reconoció el poder de la UPR, en paralelo, por iniciativa de Trifon Gulyaynitski, Grigory Kochereschenko, Konstantin Skulski y Jan Shkand, se formó un comité revolucionario local, fueron más activos en las batallas con los anarquistas dirigido por Maria Nikiforova en enero-febrero de 1918.
Ya el 26 de febrero de 1918 se estableció aquí por primera vez el poder soviético y se izó la Bandera Roja sobre la entrada a la fortaleza, pero debido al avance de las tropas alemanas y la orden del comandante de entregar las armas, lo que provocó indignación entre la gente. Por orden del comité revolucionario, los objetos de valor y las armas de los cosacos ucranianos desde la liquidación de Sich almacenados aquí fueron evacuados de la fortaleza y transportados a Kiev, el comité revolucionario pronto abandonó la ciudad debido a la resistencia de la gente del pueblo.
Después del derrocamiento de Skoropadski, los caminos de los combatientes del Directorio, del Ejército Rojo, de los rebeldes de Grigoriev y del Ejército Blanco pasaron por la fortaleza. Después del establecimiento final (tercero) del poder soviético, junto a la fortaleza se encontraba la Cheka local, donde en 1922 estuvo encarcelado el famoso personaje de la UPR, Yuri Gorlis-Gorski. El 24 de septiembre de 1922, después de hablar en una reunión de comunistas de Elisavetgrad y convocar al Terror Rojo, Mijaíl Frunze visitó la fortaleza.

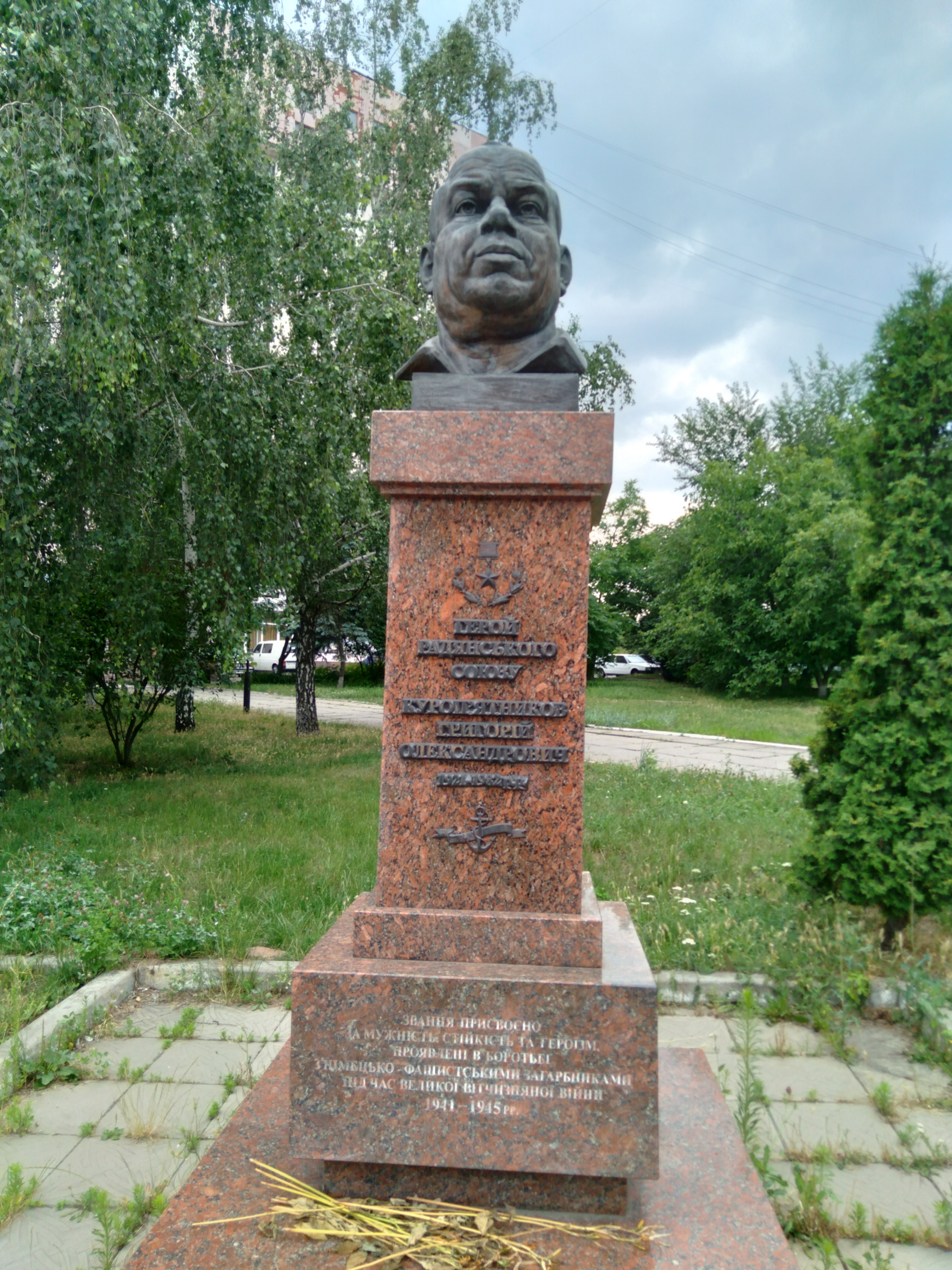
Monumento al Héroe de la Unión Soviética Gregorio Kuropyatnikov (1921-1982)

Según documentos del Archivo Estatal de la Óblast de Kirovogrado, desclasificados en 2008, durante los años del Holodomor de 1932-1933 y Gran Purga, los empleados de la OGPU y la NKVD enterraron en secreto aquí a los que murieron de hambre y a los torturados, cámaras, enterrando sus cuerpos en fosas comunes. Según el historiador local Sergei Milyutin, la mitad de los condenados en Kirovo en virtud del artículo sobre la “contrarrevolución”, además de los ucranianos, eran griegos, cuyas familias llegaron aquí en el siglo XVIII, alemanes, judíos y polacos.
Durante la ocupación de la ciudad en 1941-1944, los nazis ejecutaron aquí a la población judía, así como a partisanos. Según los historiadores locales, alrededor de tres mil personas fueron ejecutadas por los alemanes y colaboradores locales en el territorio de la fortaleza. Según la tradición de las SS, el Sonderkommando traía regularmente a un cierto número de personas, las obligaba a desnudarse, las obligaba a acercarse a un foso donde ya yacían otros muertos y disparaba varias veces por la espalda a los condenados. Y después de la liberación, los muertos a causa de la tortura y recibió un disparo de toda la ciudad comenzaron a ser enterrados aquí. Durante los años de estancamiento, aquí en el antiguo hospital fueron torturados disidentes de toda la Óblast de Kirovogrado.
Ahora en este lugar se encuentran complejos conmemorativos dedicados a los héroes de la Segunda Guerra Mundial y de la guerra ruso-ucraniana (2014-). En 2016 también se erigió un monumento a las víctimas del Holodomor (durante la hambruna artificial organizada por el gobierno soviético en 1932-1933, la ciudad perdió 2.238 habitantes).
En 1994, un grupo de arqueólogos dirigidos por Mykola Tupchienko excavó aquí los restos de la casa de un comandante, y en 2003 él y sus colegas encontraron aquí monedas del siglo XVIII y platos de la época escita.
En el verano de 2021, un bloguero extranjero visitó esta fortaleza por primera vez. Alex van Terheyden, conocido en YouTube como el «Wondering Englishman». Mientras viajaba por Ucrania, visitó Kropivnitski y grabó un vídeo de 45 minutos sobre los lugares emblemáticos de la ciudad, prestando atención a la fortaleza de Santa Isabel.

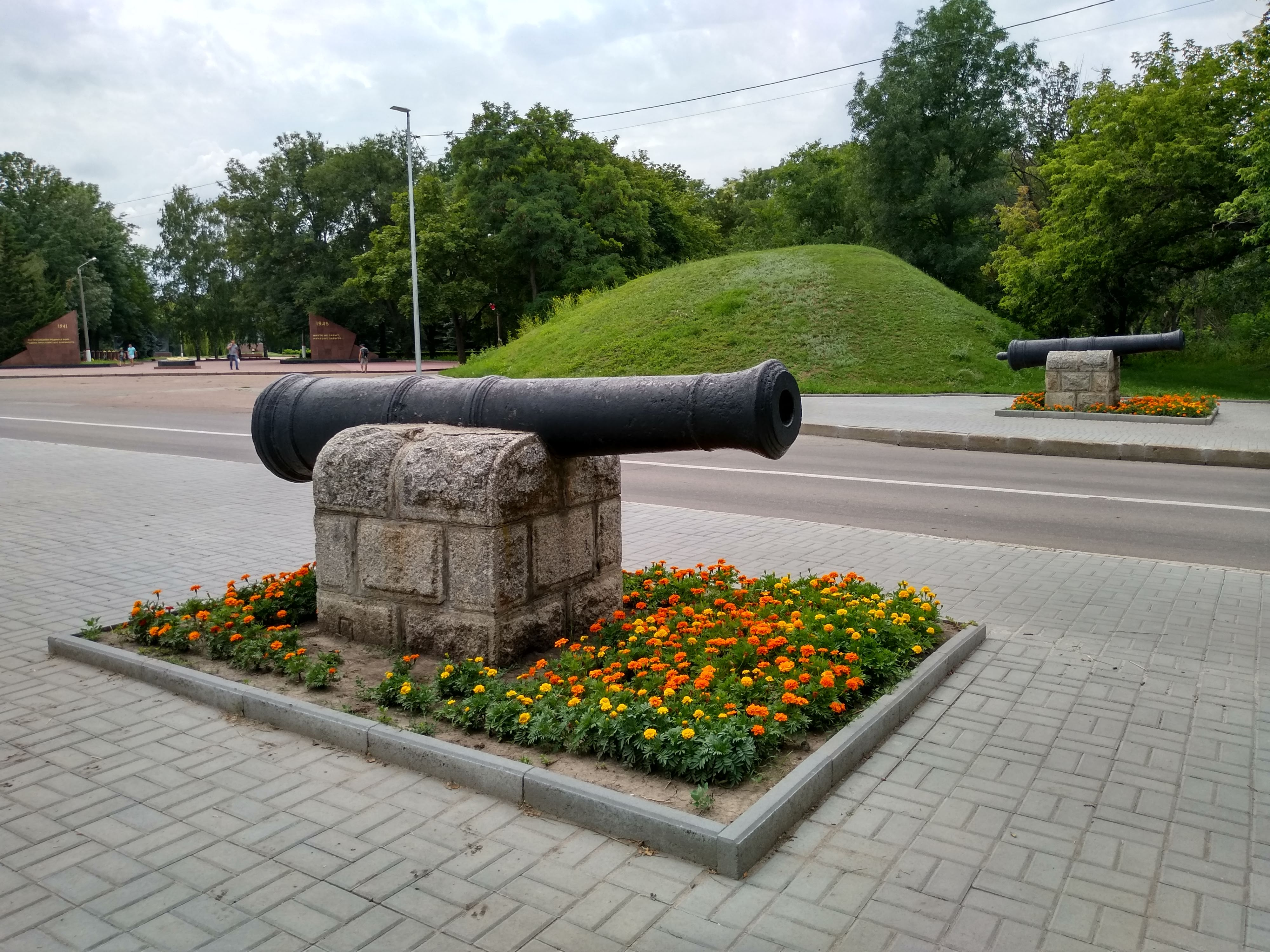
Armas en el lugar donde estaba la entrada principal
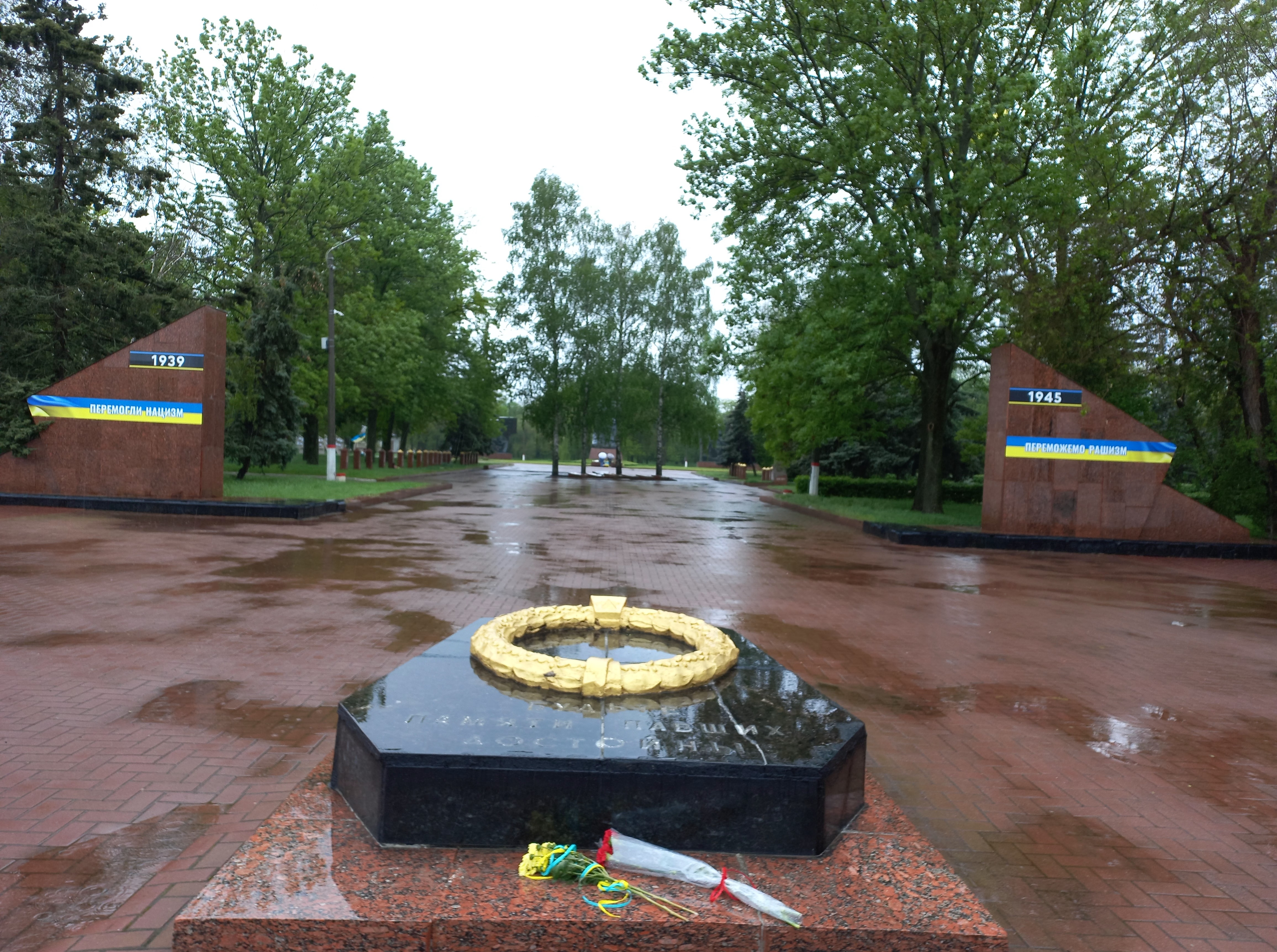
Entrada al cementerio militar
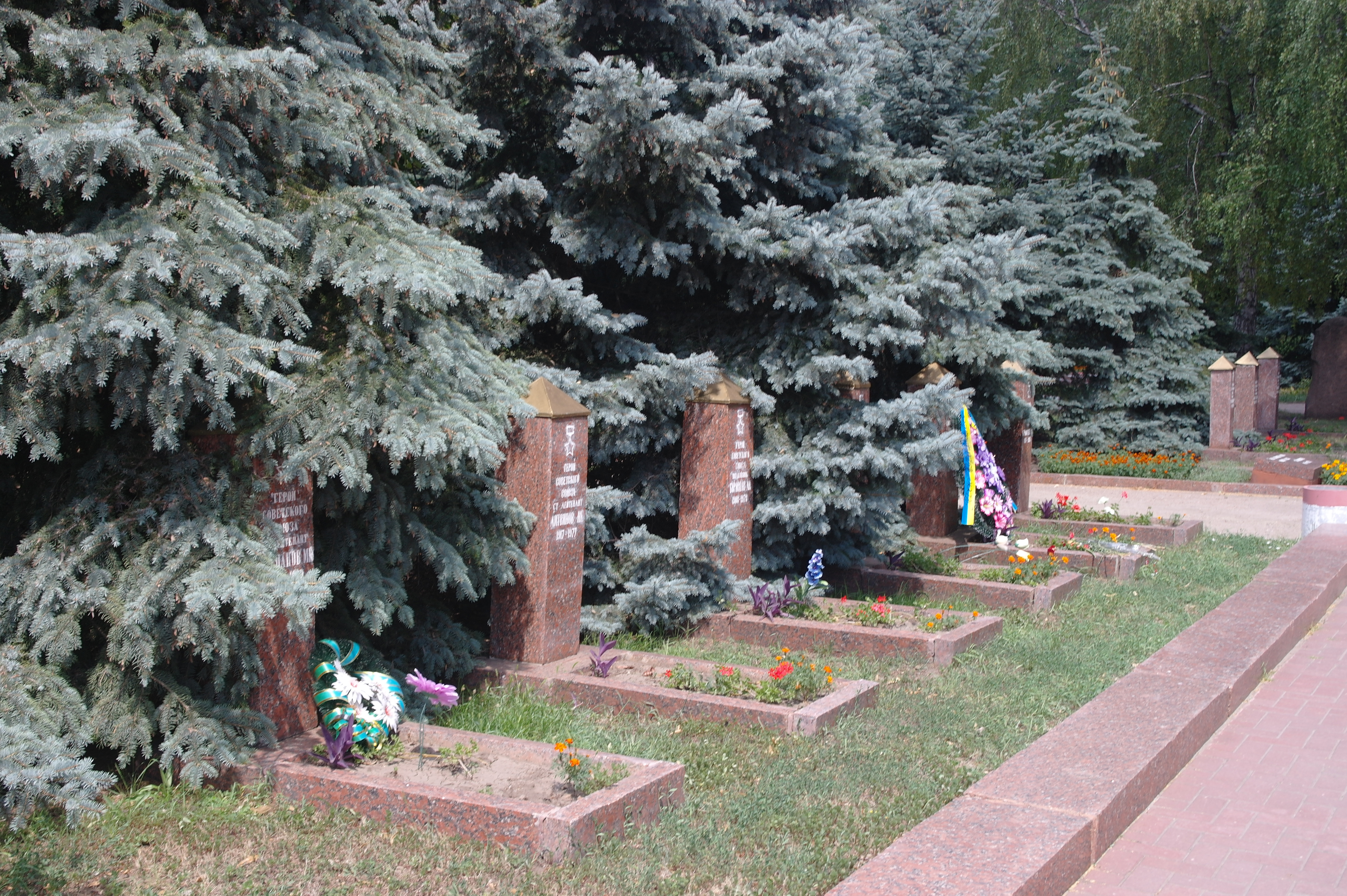
Tumbas
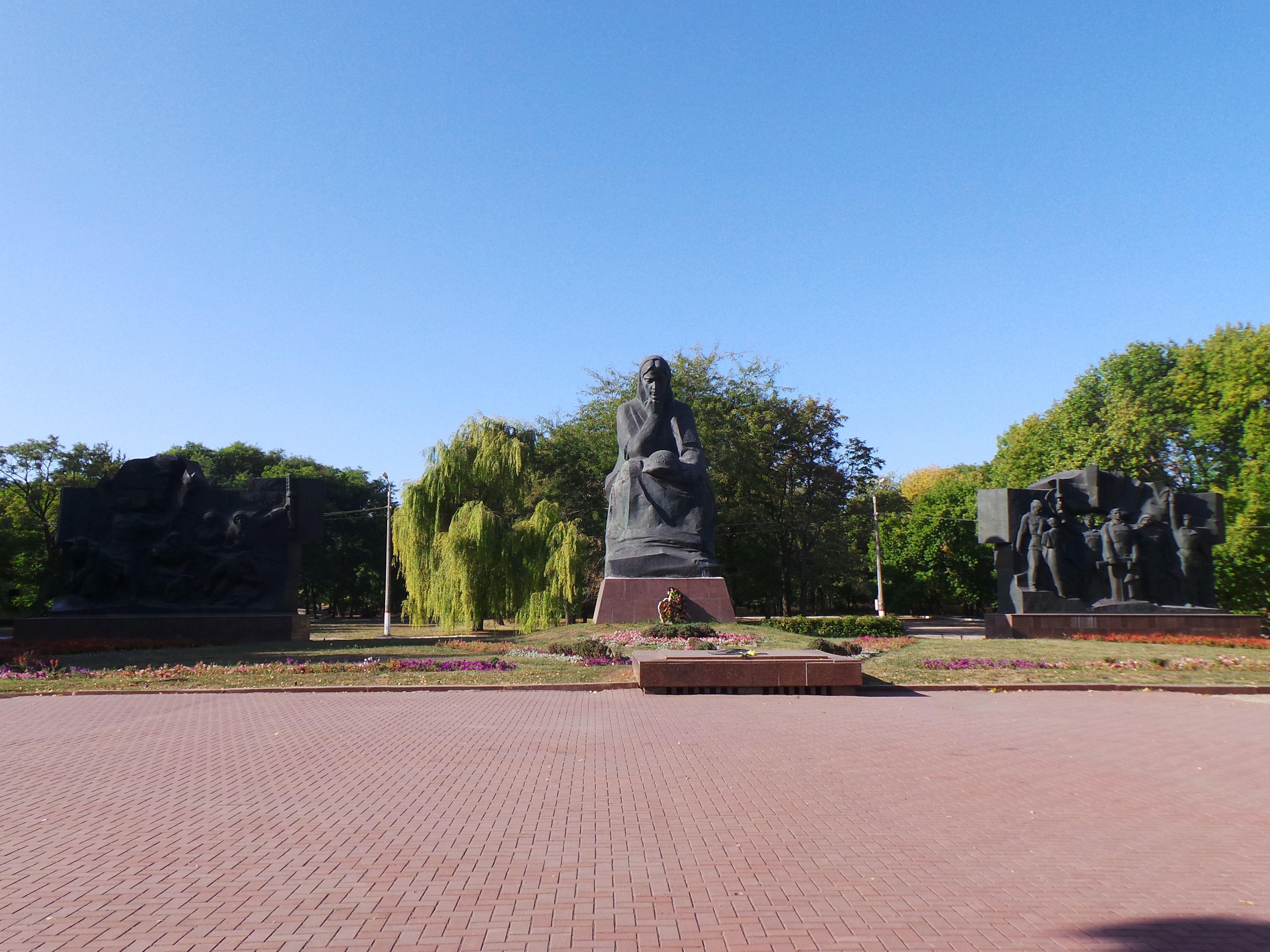
Monumentos
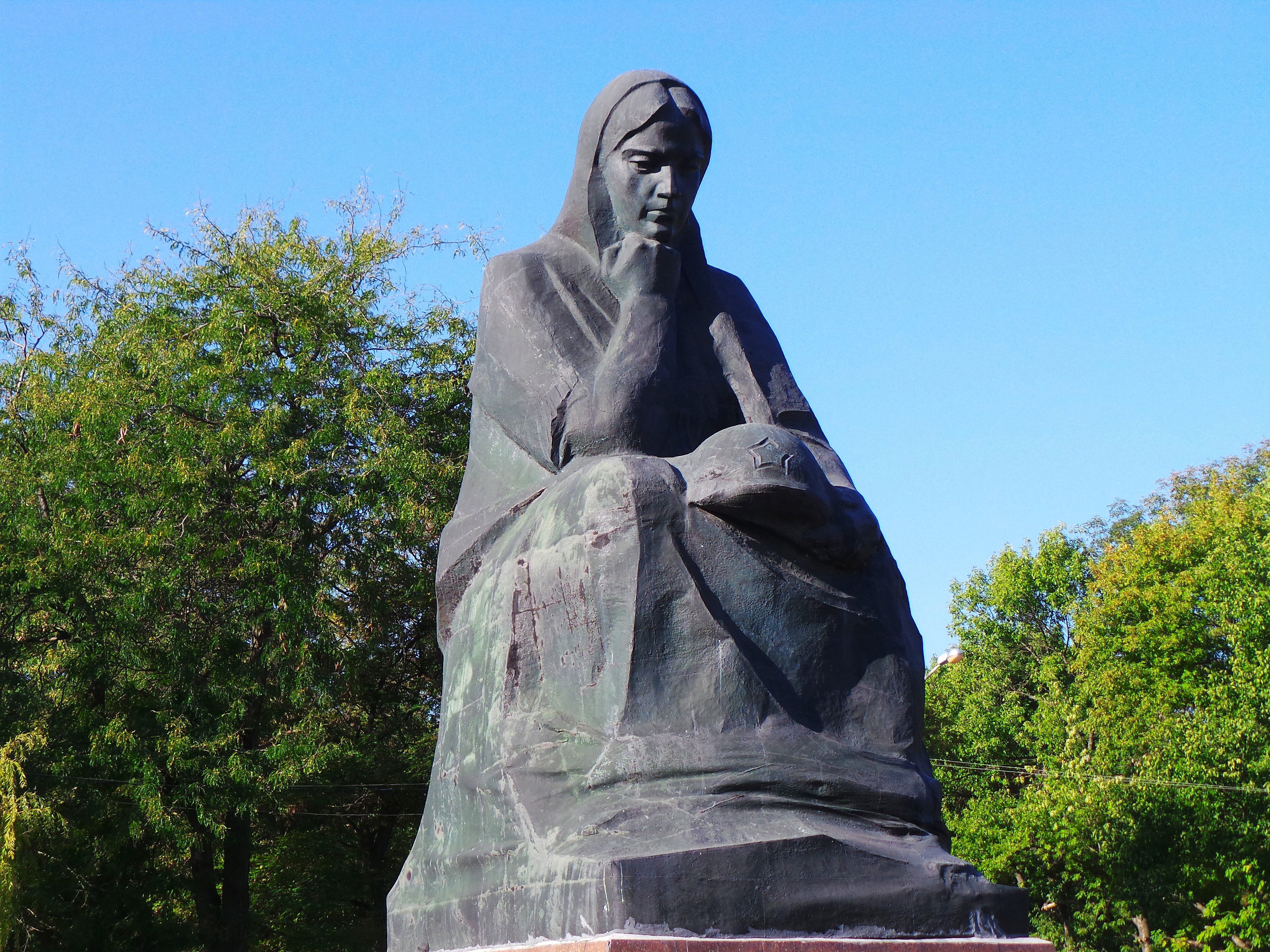
Monumento “La Patria que Llora”
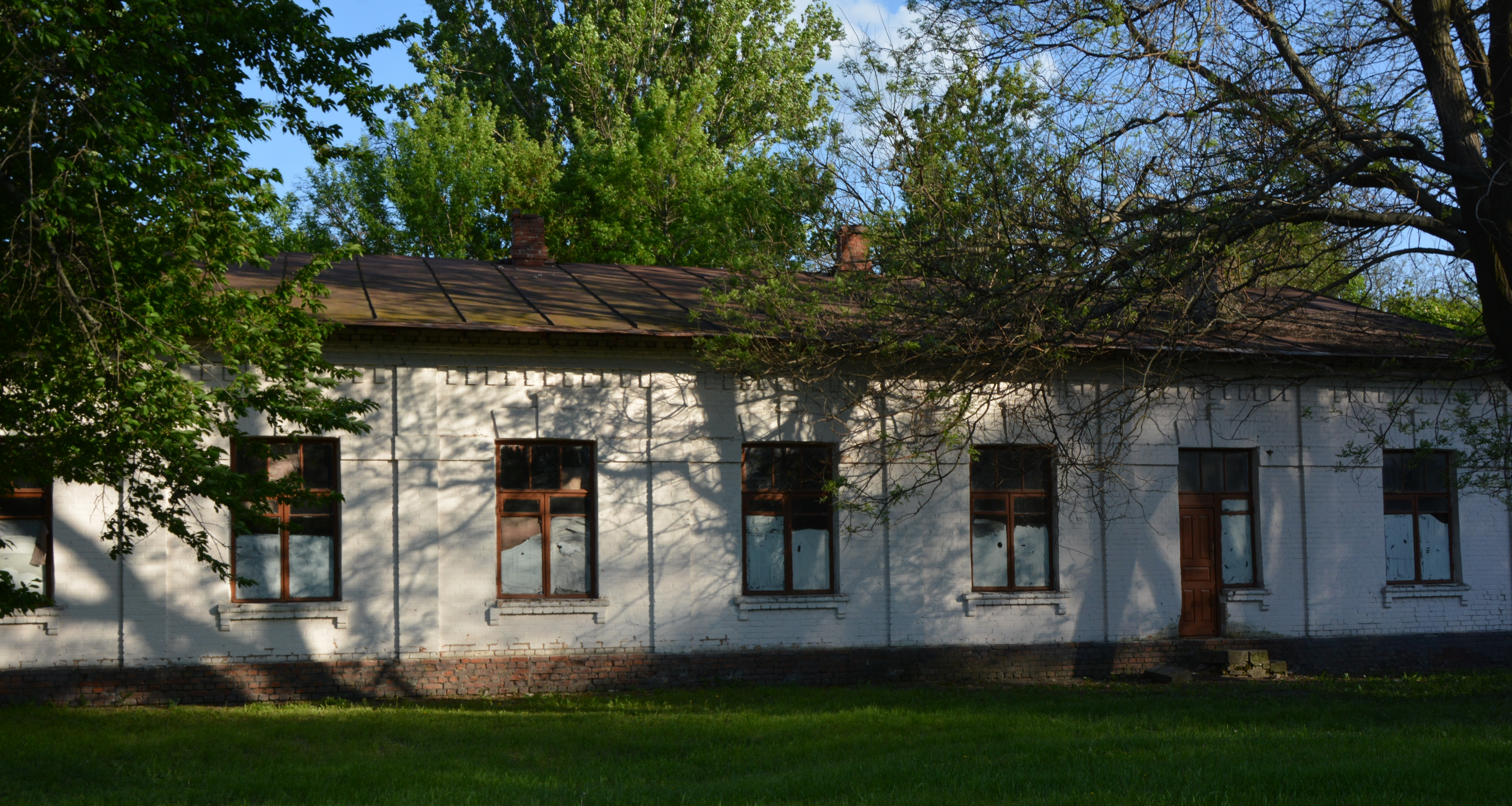
Edificio medico
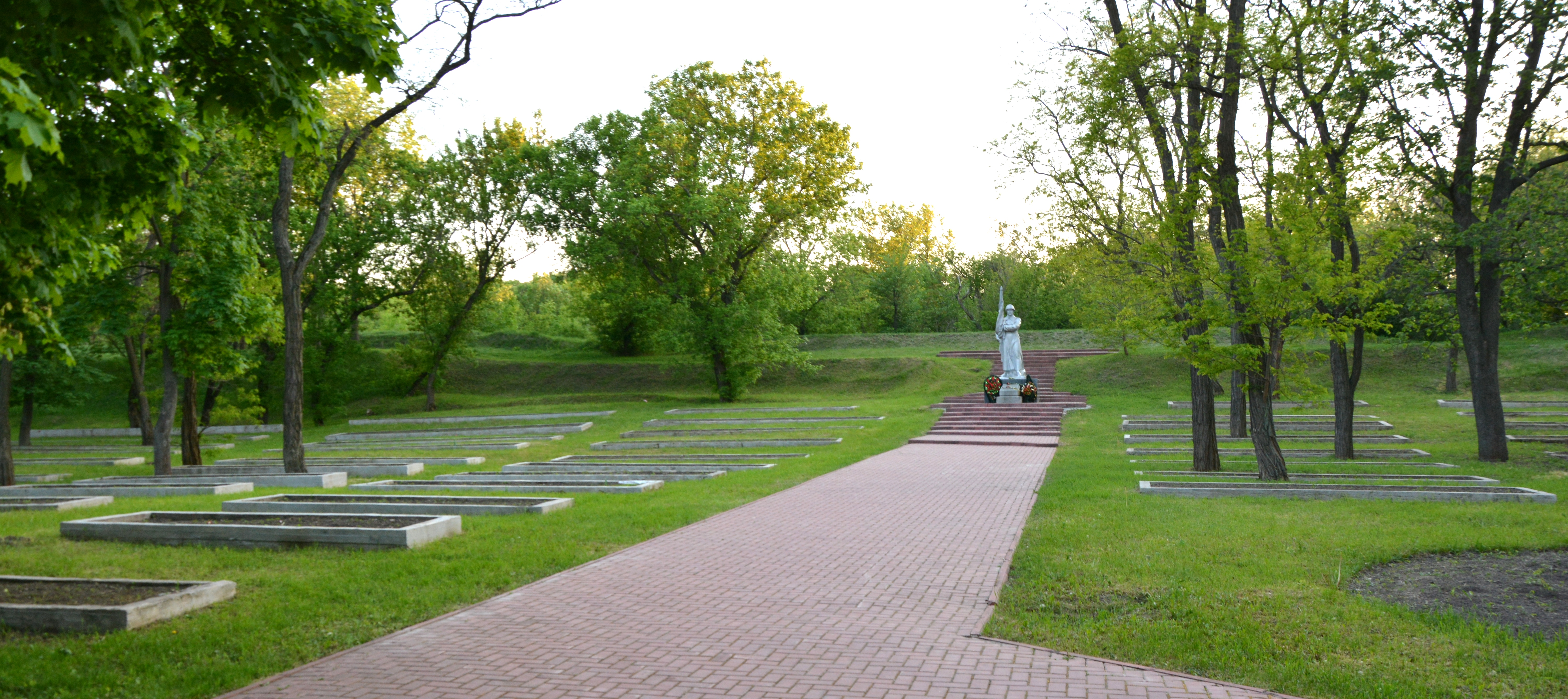
Un monumento a las víctimas del nazismo en uno de los bastiones, a los lados hay fosas comunes que son trincheras cerradas con cuerpos
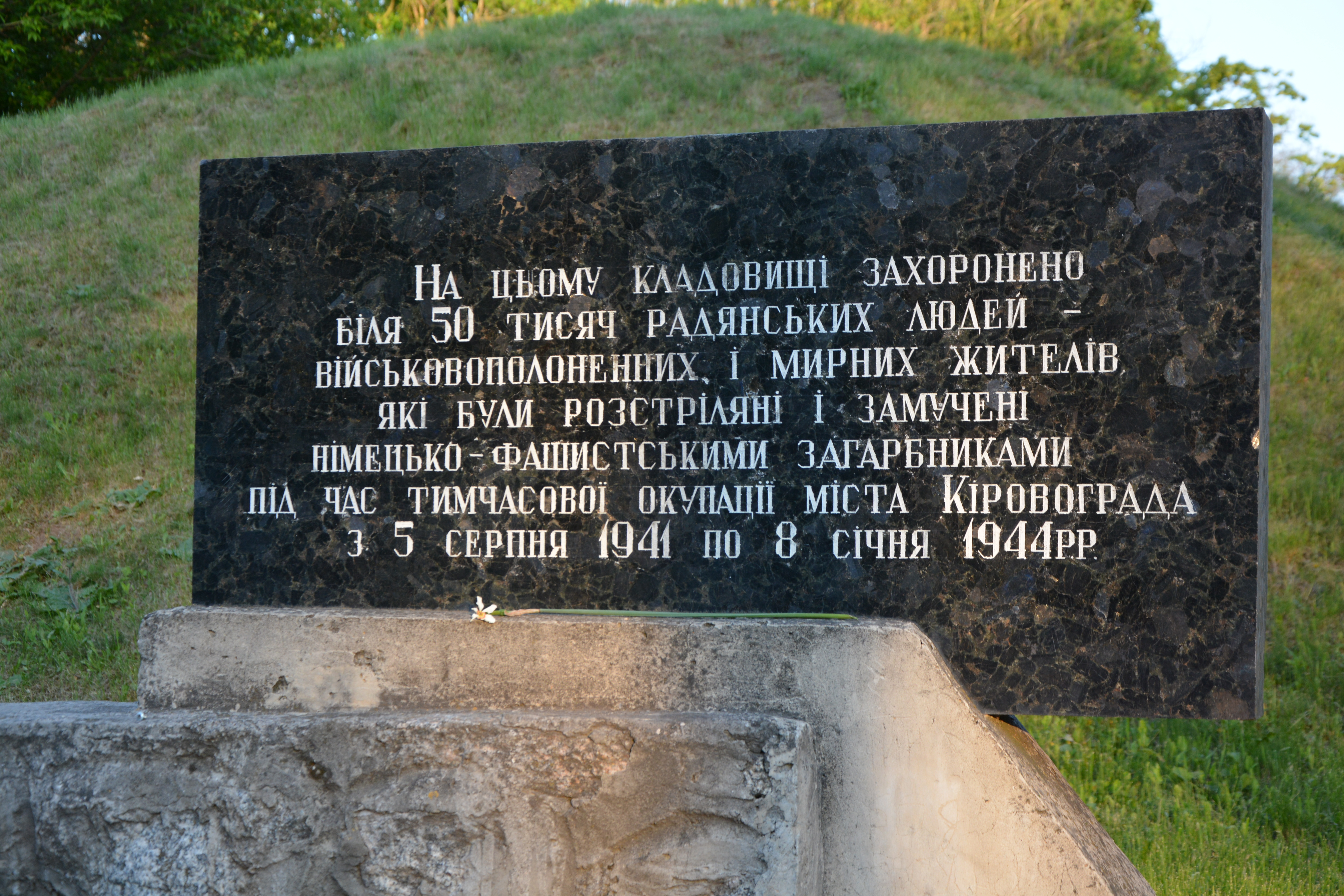
Placa conmemorativa (ucraniana. En este cementerio están enterradas 50.000 personas: prisioneros de guerra y civiles, asesinados a tiros y torturados por los invasores alemanes durante la ocupación de la ciudad del 5 de agosto de 1941 al 8 de enero de 1944)
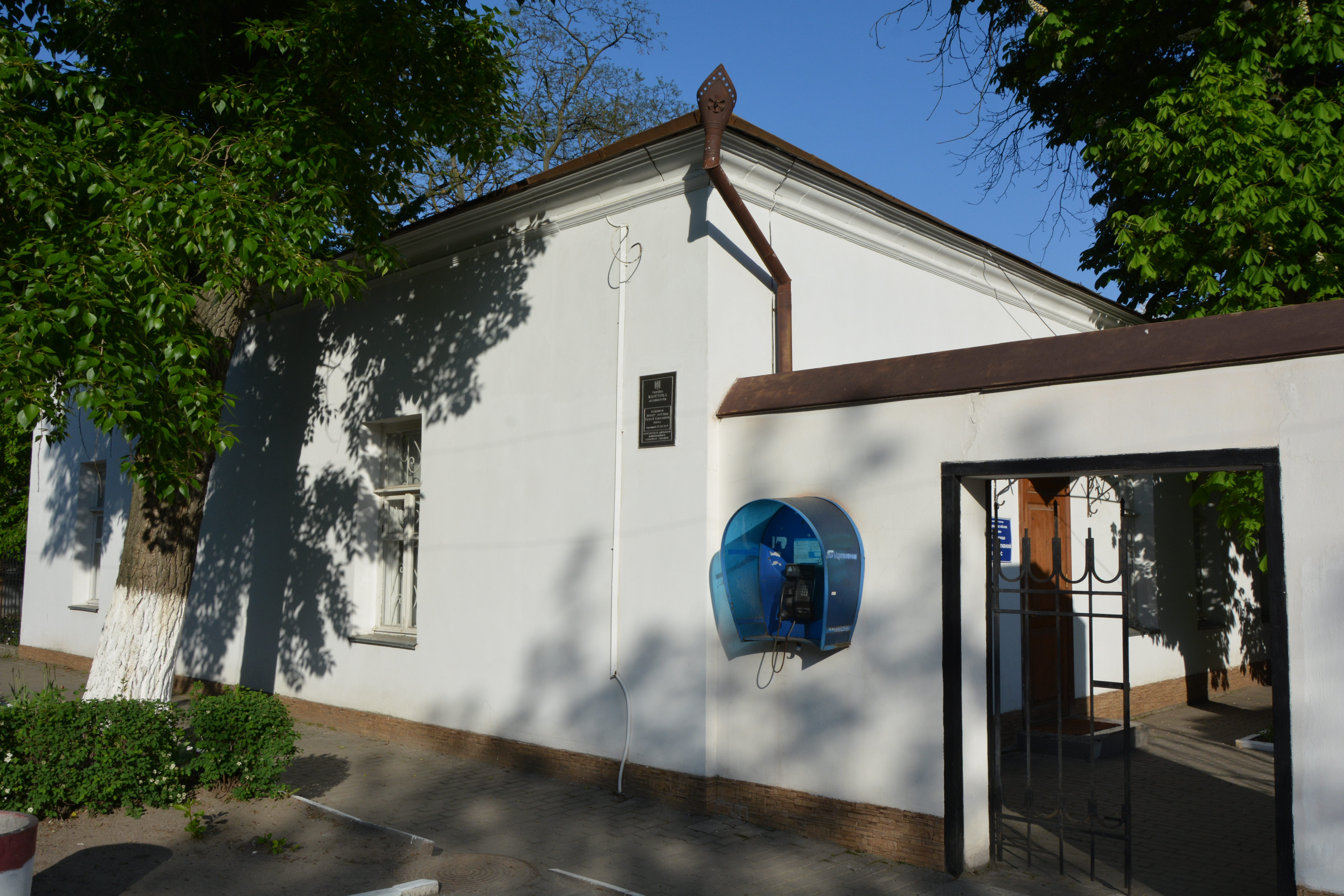
Sede de la fortaleza
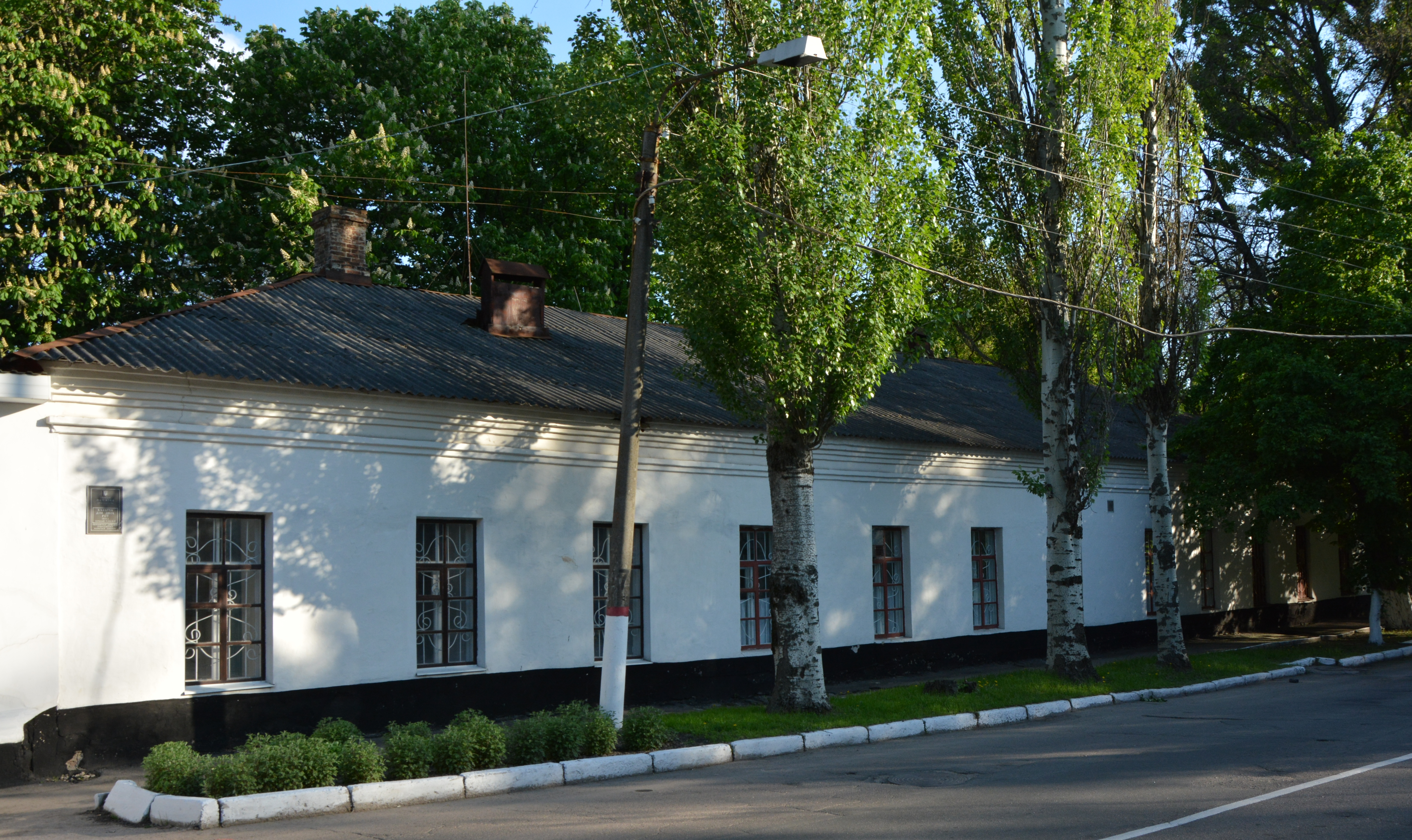
Cuarteles para empresas
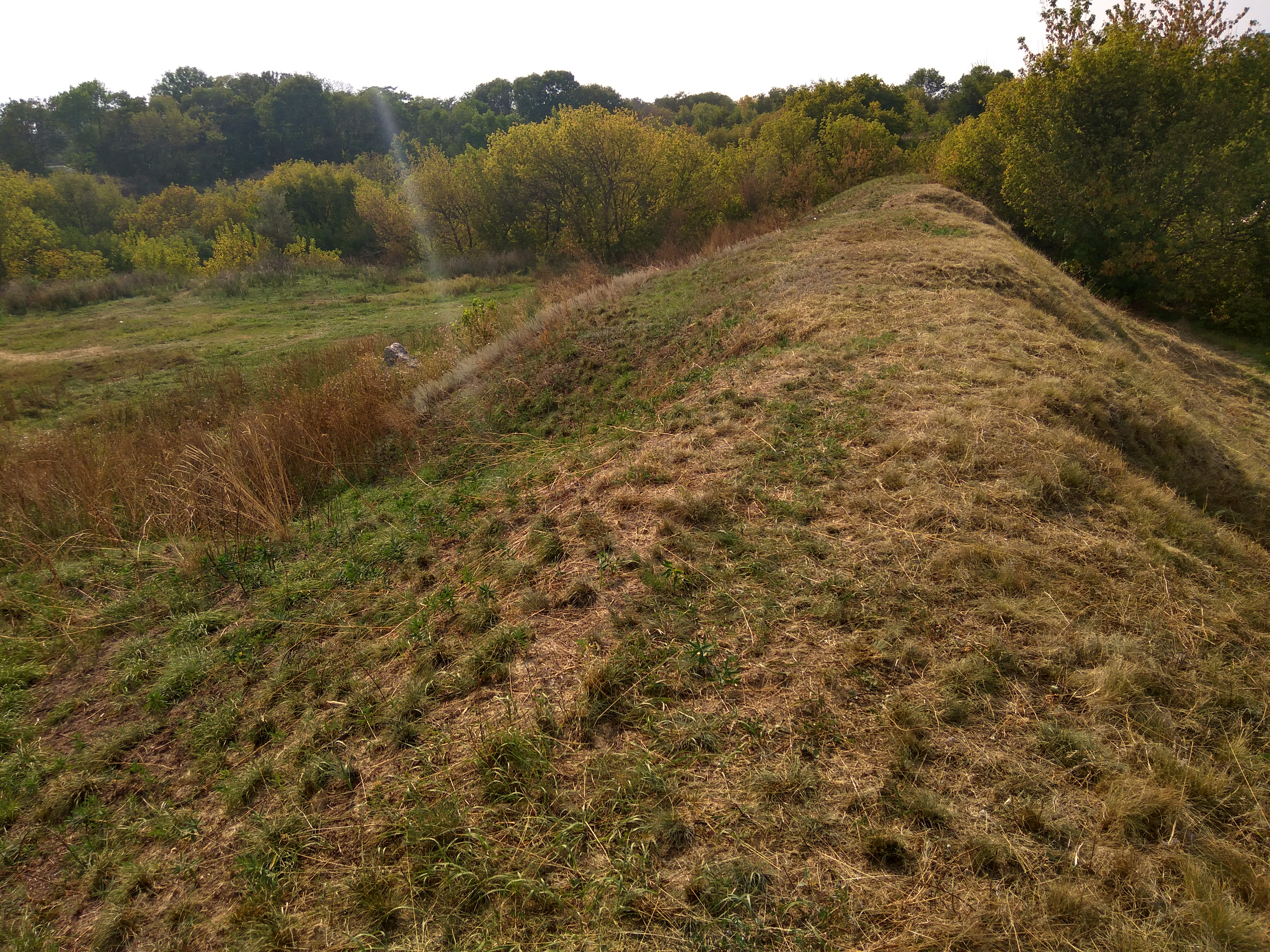
Restos de movimientos de tierra
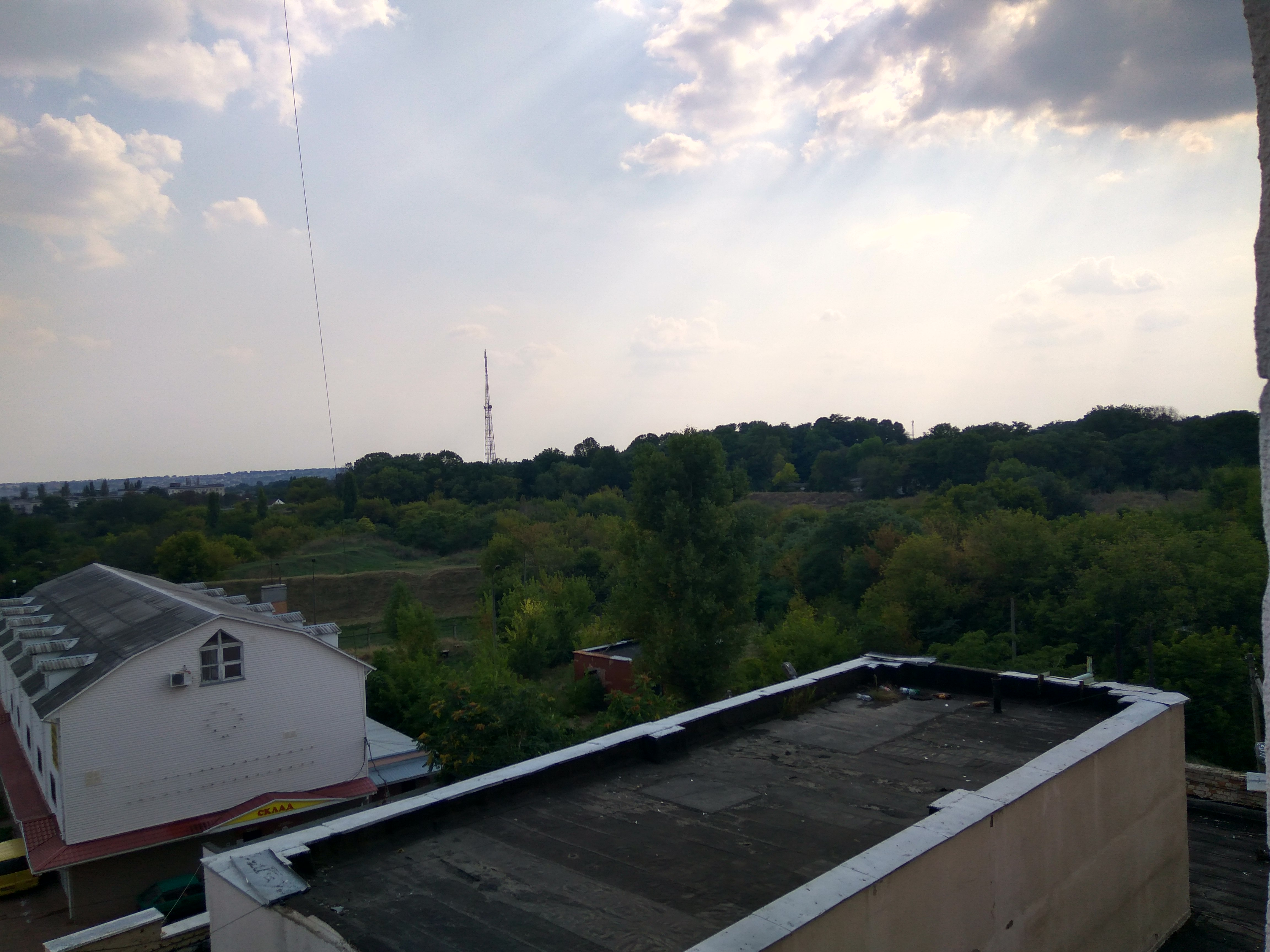
Vista desde arriba
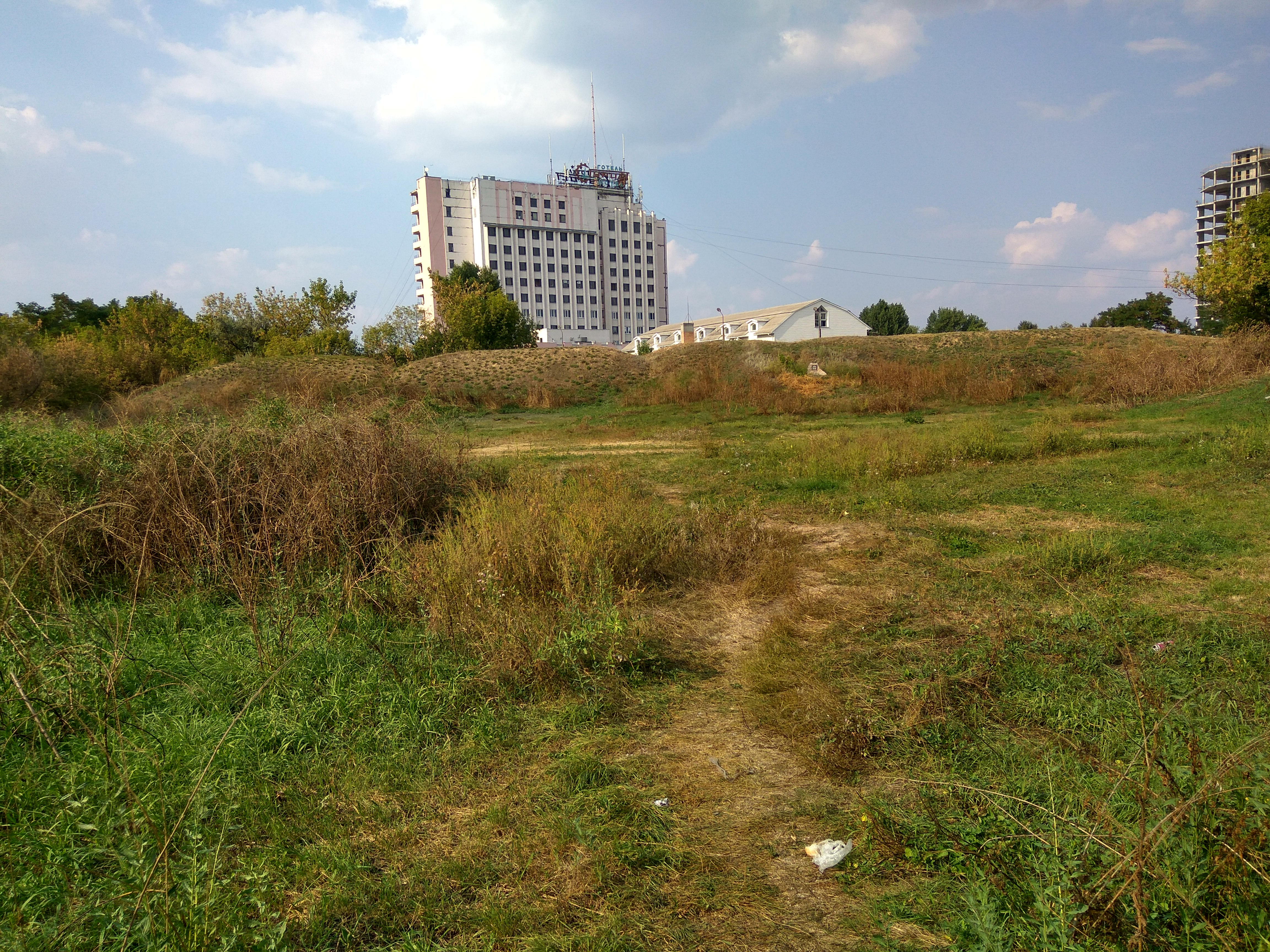
La parte norte de las fortificaciones
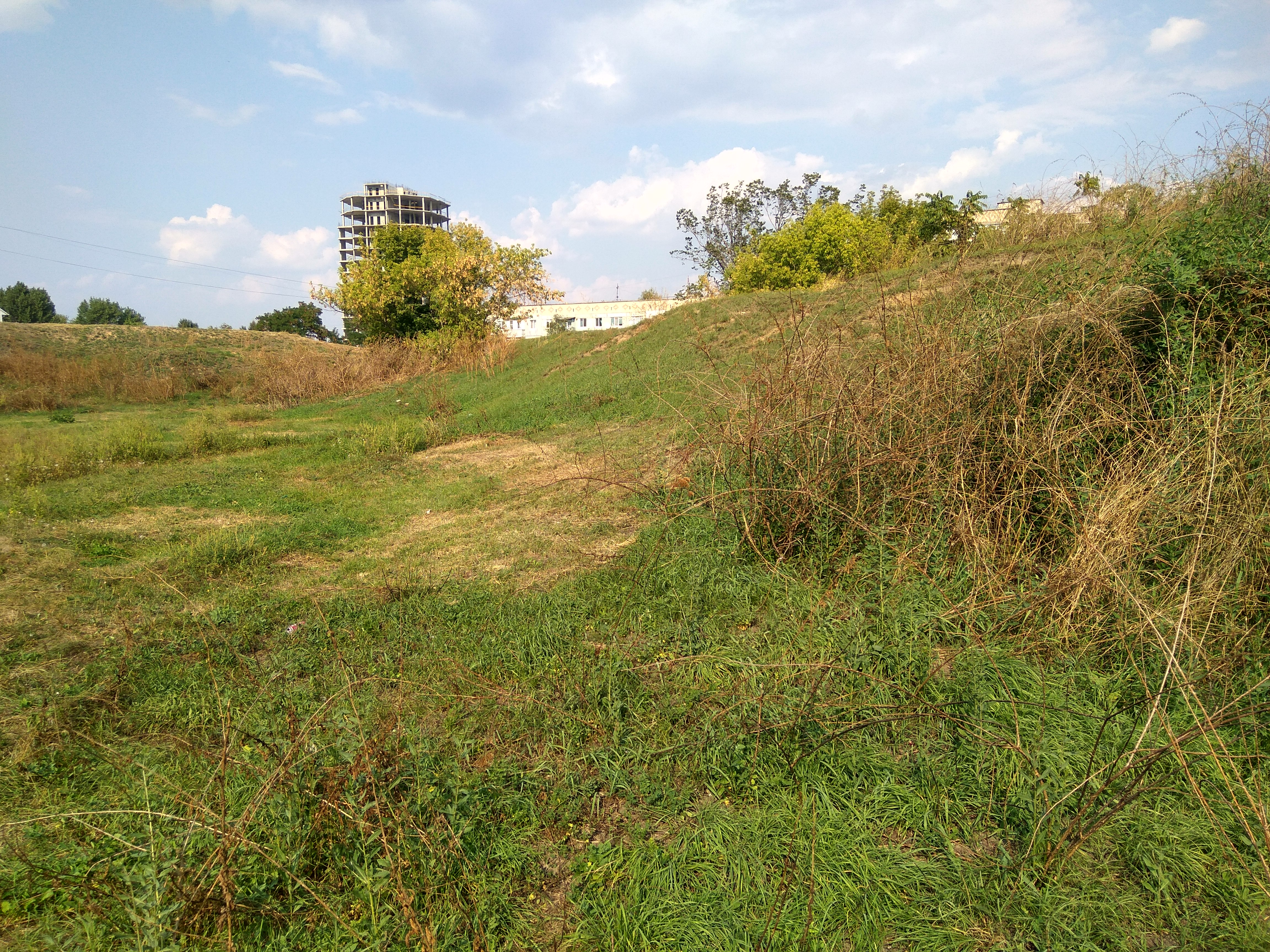
La parte oriental de las fortificaciones
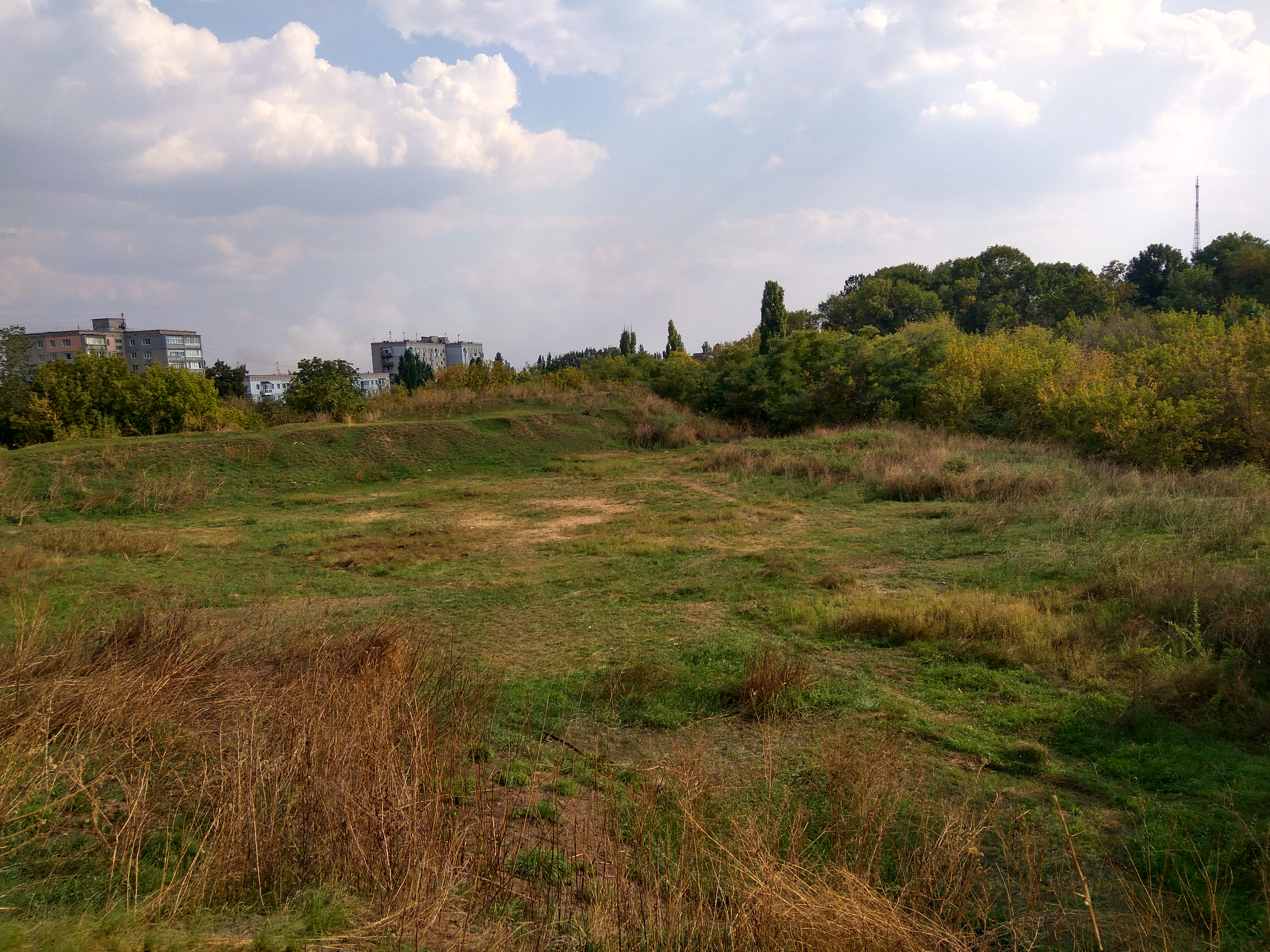
La parte occidental de las fortificaciones
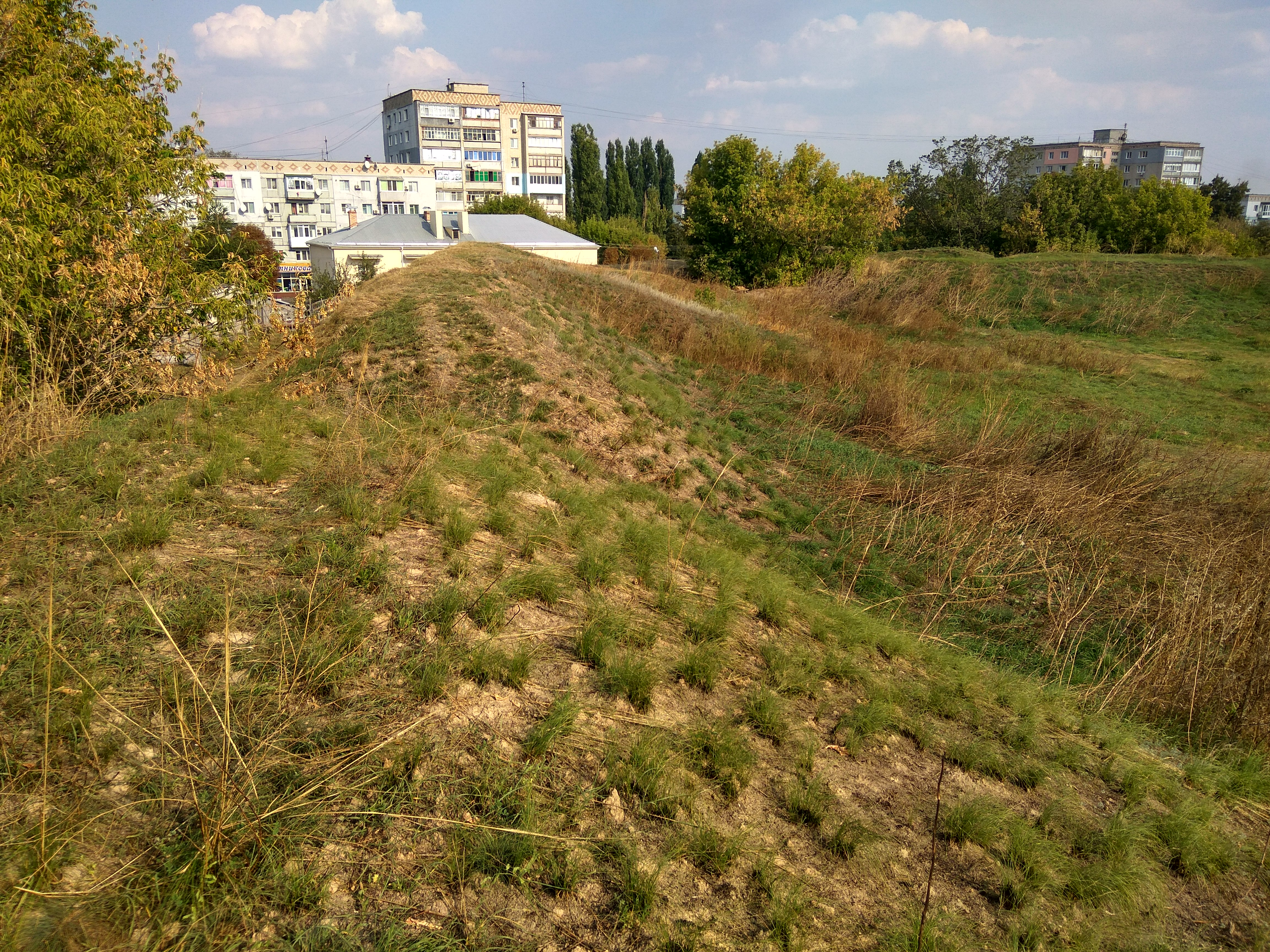
La parte sur de las fortificaciones

Hoy en día, el 85% de los edificios de la fortaleza permanecen, incluidos todos los baluartes, la mayoría de los revellines, escarpes, cortinas y glacis, pero están muy descuidados y necesitan una restauración seria. Para evitar su desaparición con el tiempo y convertirlos en una atracción turística popular, hubo propuestas periódicas para cubrirlos con capas de hormigón, pero debido al alto nivel de corrupción en el país (en 2018, Ucrania es el país más corrupto y pobre de Europa), no fueron considerados por las autoridades locales.

## Ver también
- Fortaleza de San Pedro (Óblast de Járkov, Ucrania)